# Gadirtha tinctoides
Gadirtha tinctoides är en fjärilsart som beskrevs av Pieter Cornelius Tobias Snellen 1877. Gadirtha tinctoides ingår i släktet Gadirtha och familjen trågspinnare. Inga underarter finns listade i Catalogue of Life.